# Werner Kathrein
Werner Kathrein (* 11. September 1953 in Marburg) ist ein römisch-katholischer Theologe. Er ist emeritierter ordentlicher Professor für mittlere und neuere Kirchengeschichte an der Theologischen Fakultät Fulda und war bis zum Oktober 2021 Domdechant im Bistum Fulda.

## Leben
Kathrein bestand das Abitur 1972 an der Stiftsschule St. Johann in Amöneburg. Danach studierte er in Fulda und Freiburg Theologie und Philosophie. Am 2. Juli 1978 wurde er zum Priester geweiht, woraufhin er zwei Jahre als Kaplan in Fritzlar tätig war, bevor er 1980 zum Studium der Kirchengeschichte an der Theologischen Fakultät der Albert-Ludwigs-Universität in Freiburg beurlaubt wurde. 1982 promovierte er mit einer Studie über die Geschichte des Klosters Schlüchtern im Zeitalter der Reformation zum Dr. theol. Nachdem er von 1983 bis 1986 als Sekretär von Erzbischof Johannes Dyba tätig gewesen war, wurde er 1987 zum Domkapitular an der Kathedralkirche zu Fulda ernannt.
Schon seit 1986 war Kathrein Leiter der Erwachsenenbildung im Bistum und geistlicher Rektor sowie als Vorsitzender des Kuratoriums des Fuldaer Bonifatiushauses. Werner Kathrein ist Diözesanbeauftragter des Vereins für Ehe-, Familien- und Lebensberatung im Bistum Fulda. Seit 1996 ist er Diözesanrichter im Offizialat. 1993 wurde er zum Professor für Kirchengeschichte an der Theologischen Fakultät Fulda ernannt und im Jahr 1997 erfolgte seine Ernennung zum Domkustos. Er ist seit 1993 Mitglied der Historischen Kommission für Hessen.
Papst Johannes Paul II. verlieh Kathrein Ende 1999 in Anerkennung seiner Verdienste den Titel eines Päpstlichen Ehrenprälaten.
Am 30. September 2018 wurde er als Professor emeritiert. Im Oktober 2021 schied er aus dem Fuldaer Domkapitel aus. Sein Nachfolger als Domdechant wurde Weihbischof Karlheinz Diez.

## Publikationen
- Die Bemühungen des Abtes Petrus Lotichius (1501-1567) um die Erneuerung des kirchlichen Lebens und die Erhaltung des Klosters Schlüchtern im Zeitalter der Reformation, Verlag Parzeller, Fulda 1984 (zugleich theol. Diss.).
- Über uns ein guter Stern, Verlag Parzeller, Fulda 1996.
- Auf dem Weg ins neue Leben, Verlag Parzeller, Fulda 1999.